# Ohms
Ohms – dziewiąty album studyjny amerykańskiej grupy muzycznej Deftones. Wydawnictwo ukazało się 25 września 2020 roku nakładem wytwórni muzycznej Reprise Records.

## Lista utworów
| Nr  | Tytuł utworu        | Długość |
| --- | ------------------- | ------- |
| 1.  | „Genesis”           | 5:17    |
| 2.  | „Ceremony”          | 3:27    |
| 3.  | „Urantia”           | 4:30    |
| 4.  | „Error”             | 4:50    |
| 5.  | „Gravity Drops”     | 5:27    |
| 6.  | „Pompeji”           | 5:25    |
| 7.  | „This Link Is Dead” | 4:37    |
| 8.  | „Radiant City”      | 3:35    |
| 9.  | „Headless”          | 4:59    |
| 10. | „Ohms”              | 4:10    |
|     |                     | 46:17   |

## Twórcy albumu
- Chino Moreno – śpiew, gitara rytmiczna
- Stephen Carpenter – gitara
- Sergio Vega – gitara basowa
- Abe Cunningham – perkusja
- Frank Delgado – sample, keyboard
- Will Borza – mastering
- Terry Date – produkcja, miksowanie
- Deftones – produkcja
- Howie Weinberg – mastering